# 极乐死亡
《极乐死亡》（法語：La Petite Mort）是一部1995年发行的短篇電影，由法蘭索瓦·歐容执导。

## 剧情
保罗（François Delaive 饰）是一名同性戀艺术家，他目前的项目是拍摄男性在达到性高潮时的面部表情（在法语中，性高潮又称“La petite mort”，意为“小死”）。他与伴侣马歇尔（Martial Jacques 饰）同住。
保罗的姐姐卡米经营着家族生意，她带保罗去医院探望身患癌症即将去世的父亲。保罗已有六年未见过父亲，终生都以为父亲觉得自己丑陋，甚至可能怀疑自己不是他的亲生孩子。
当父亲处于昏迷状态时，保罗溜进病房，将父亲的衣服全部脱下，为自己的项目拍摄了一组裸照。拍摄过程中，卡米撞见了保罗，将他赶出了房间，指责他不尊重父亲。保罗则辩解称，他拍摄父亲无需征得许可，就像拍摄婴儿一样不需要同意。
保罗在家中的暗房冲洗照片时，惊讶地发现其中一张照片里，父亲的眼睛竟是睁开的。父亲去世后，保罗与姐姐交谈，得知父亲在拍摄时假装睡着，其实是为配合保罗的行为。随后，卡米将父亲留给保罗的一组照片交给了他。在这些照片中，保罗发现了一张父亲抱着他嬰兒时期的照片，父亲正亲吻着他。